# 札释藏卜
朗巴嘉哇（藏語：རྣམ་པར་རྒྱལ་བ་，威利转写：rnam par rgyal ba，?—?），《明史》上作札释藏卜，16世纪晚期西藏帕木竹巴政权（1354年到17世纪早期）第司（阐化王），他是倒数第二代第司。
札释藏卜是前统治者昂旺札巴坚赞的儿子。他于拉萨东南乃东在他的父亲死后（大约1579年）接管了王位，可能在。第五世达赖喇嘛记载他“敞开宗教和世俗的知识的大门，但特别关注绝对真理的信条，如大手印”，这时帕竹王朝几乎停止在西藏行使任何行政权力。他的统治是帕竹王朝最模糊的，历史上,很少有关于他的记录。1579年（万历七年）札释藏卜“乞赐职”，明神宗加称“乌思藏帕木竹巴灌顶国师阐化王”。1587年，乌思藏阐化王差遣番僧领真等六百名向明朝进方物，给赏如例。1588年，乌思藏阐化王遣使真朵尔只等千人到北京向明朝方物。1597年，明神宗宴请乌思藏阐化王进贡番僧朵尔等一十五名，候徐文炜等。
帕竹的朋友第三世达赖喇嘛和土默特蒙古人加强了联系。1588年，第三世达赖喇嘛圆寂后，乞庆哈的孙子云丹嘉措被确认为新达赖喇嘛。札释藏卜在33节写了一首诗，呼吁年轻的云丹嘉措早日回到西藏。第四世达赖喇嘛于1601年来到西藏。此时札释藏卜已死，他的儿子弥谤索朗旺秋札巴朗杰巴桑继承王位。